# Горгион
Горгион — персидский правитель из греческой династии, упомянутый Ксенофонтом при описании событий 399 года до н. э.
По свидетельству Ксенофонта, Горгион и его брат Гонгил были потомками эретрянина Гонгила, перешедшего на сторону персов во время греко-персидских войн и получившего в управление несколько городов в Малой Азии. По замечанию антиковеда О. Ю. Климова, они были сыновьями или, скорее всего, внуками Гонгила Эретрийского. Их матерью была Геллада, являвшаяся, по всей видимости, женой сына Гонгила Эретрийского.
Горгион владел городами Гамбрием и Палегамбрием, располагавшимися в долине реки Каик. Нумизматические источники подтверждают письменную традицию: в Гамбрии около 399 года до н. э. чеканились монеты с легендой ΓΟΡΓΙ (монета Горгиона).
Вместе со своим братом Горгион оказал поддержку спартанскому военачальнику Фиброну. Имея собственные отряды и обладая сильной властью в своих городах, Гонгилиды поддерживали тесные связи с потомками Демарата и не боялись враждовать с представителями персидской аристократии, владения которых находились неподалеку.
Исторические источники не сообщают о дальнейшей судьбе Горгиона и его брата. По всей видимости, они лишились власти после заключения в 387 году до н. э. Анталкидова мира. Возможно, подчинённые братьям города тогда получили автономию. Так в Гамбрии выпускались монеты уже с новой легендой — ΓΑΜ (монета гамбрийцев).